# Camillo Castiglioni
Camillo Castiglioni (* 22. Oktober 1879 in Triest, Österreich-Ungarn; † 18. Dezember 1957 in Rom) war ein italienisch-österreichischer Industrieller, Börsenspekulant und Pionier der österreichischen Luftfahrt.

## Leben
Camillo Castiglioni wurde als Sohn des Mathematiklehrers und späteren Rabbiners Vittorio Castiglioni (1840–1911) und seiner Ehefrau Enrichetta Bolaffio in Triest geboren und studierte Jura. Sein Bruder Arturo Castiglioni emigrierte 1939 in die USA und wurde Professor für Medizingeschichte an der Yale University.
Castiglionis Ehefrau Anna war die Tochter des bekannten deutschen Ingenieurs Ernst Körting.
Um die Jahrhundertwende war Castiglioni als Vertreter der Continentale-Gummifabrik in Istanbul tätig. 1902 wurde er Leiter der Exportabteilung und 1904 kaufmännischer Direktor, 1909 schließlich Generaldirektor der Österreichisch-Amerikanischen Gummifabrik in Wien. 1912 schied er nach der Fusion mit der Semperit AG aus dem Unternehmen.
Bereits 1901 war er gemeinsam mit Viktor Silberer und Franz Hinterstoisser Mitbegründer des Wiener Aero-Clubs, des späteren Österreichischen Aero-Clubs. 1909 kaufte der begeisterte Ballonfahrer einen eigenen Ballon und legte am 24. August erfolgreich die Ballonfahrerprüfung ab. Ebenfalls 1909 war er an der Gründung der Motor-Luftfahrzeug-Gesellschaft m.b.H. (MLG) beteiligt. Diese erwarb Patente des Flugzeugkonstrukteurs Igo Etrich und diente als Vertriebsgesellschaft für das durch die Lohner-Werke produzierte Flugzeugmodell Etrich Taube in Österreich-Ungarn.
1912 gründete Castiglioni gemeinsam mit Ludwig Lohner die Ungarischen Flugzeugwerke AG (Ufag) mit Sitz in Budapest-Albertfalva, 1914/15 expandierten sie nach Deutschland, wo sie die Hansa- und Brandenburgische Flugzeugwerke AG gründeten. Die beiden Unternehmer erlangten eine Monopolstellung im österreichischen Flugzeugbau. Streitigkeiten zwischen ihnen führten dazu, dass sie ab 1915 getrennte Wege gingen und Castiglioni Lohner aus den gemeinsamen Unternehmungen herauskaufte.
Während des Ersten Weltkrieges war Castiglioni wesentlich an der Kriegsproduktion von Flugzeugen in Österreich-Ungarn und im Deutschen Kaiserreich und entsprechend auch an der Gründung weiterer Luftfahrtunternehmen beteiligt, darunter die Österreichisch-ungarischen Albatros-Werke Ges.m.b.H (1914), Phönix Flugzeugwerke A.G. (1917) und Bayerische Motoren Werke (1917). Gegen Kriegsende zog er sich jedoch aus diesem Bereich zurück.

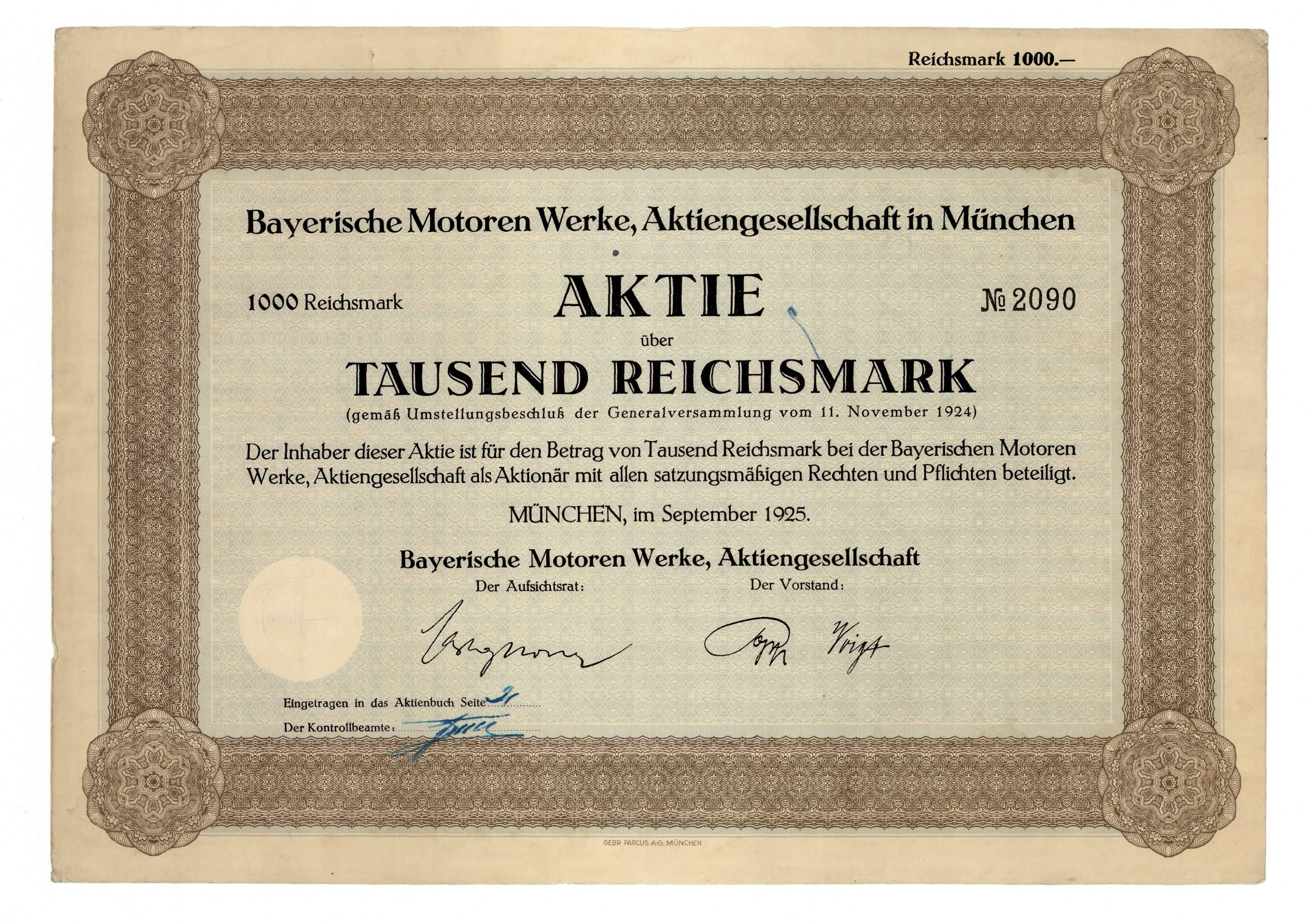
Aktie der Bayerische Motoren Werke AG vom September 1925 mit Unterschrift des Aufsichtsratsvorsitzenden Camillo Castiglioni

1922 stieg Castiglioni wieder in die Branche ein, er kaufte die Motorenbauaktivitäten und die Marke BMW der ursprünglichen Bayerischen Motoren Werke und gründete durch die Verschmelzung mit den Bayerischen Flugzeugwerken die heutige BMW AG, die 1923 auch den Flugmotorenbau wieder aufnahm und in die Motorradherstellung einstieg. Castiglioni blieb hier bis Ende der 1920er Jahre beteiligt.
1918 erwarb Castiglioni das Palais Miller-Aichholz in der vornehmen Wiener Prinz-Eugen-Straße mit der darin befindlichen Gemäldesammlung.
Nachdem durch den Vertrag von Saint-Germain Castiglionis Geburtsort Triest 1919 an Italien gefallen war, erwarb dieser die italienische Staatsangehörigkeit.
Während der Inflationszeit nach dem Ersten Weltkrieg erwarb er mit Krediten in sich stark entwertenden Österreichischen Kronen zahlreiche Unternehmensbeteiligungen, unter anderem an der Pulverfabrik Skodawerke-Wetzler, und mehrere Zeitungen. Er erlangte bestimmenden Einfluss auf die drei größten österreichischen Automobilhersteller, Austro-Daimler in Wiener Neustadt, Austro-Fiat in Wien und die Puch-Werke in Graz. 
1919 erwarb Castiglioni mit Unterstützung der Banca Commerciale Italiana die Mehrheit an der 1871 gegründeten Allgemeinen Depositenbank und wurde Präsident des Verwaltungsrates, dem er schon seit 1917 angehört hatte. Bereits 1922 wurde er jedoch von anderen Aktionären zum Verkauf seiner Anteile gedrängt. Daraufhin beteiligte er sich an der Unionbank, einem anderen traditionsreichen Kreditinstitut. Hier unterlag er in einem Machtkampf mit Siegmund Bosel um die Vorherrschaft im Unternehmen, bei dem jedoch die Kurse von beiden Seiten in die Höhe getrieben wurden, sodass Castiglioni sich mit Gewinn aus der Bank zurückziehen konnte.
Besonderes Aufsehen erregte das Engagement Castiglionis bei der Oesterreichisch-Alpinen Montangesellschaft. Er vermittelte die Übernahme eines Anteils zunächst durch Fiat 1919 und dann durch den rheinischen Montanindustriellen Hugo Stinnes 1921. Castiglioni selbst wurde Präsident des Verwaltungsrats und hielt zeitweise gemeinsam mit Stinnes 50 % der Anteile an dem Unternehmen.
Castiglioni zählte neben Richard Kola und Siegmund Bosel zu den bedeutendsten Spekulanten dieser Zeit in Österreich. Sein teilweise rücksichtsloses Vorgehen ähnelte dem von Stinnes in Deutschland. 1923 gehörte Castiglioni zu den reichsten Menschen Mitteleuropas; er galt als eine „der führenden Persönlichkeiten der Großindustrie in Österreich“. Er betätigte sich auch als Mäzen, für Max Reinhardt finanzierte er zwischen 1923 und 1924 den Umbau des Theaters in der Josefstadt in Wien und die Salzburger Festspiele.
Fehlspekulationen ließen das von ihm aufgebaute Imperium rasch wieder in sich zusammenbrechen. Ausschlaggebend hierfür war eine fehlgeschlagene Währungsspekulation gegen den französischen Franc im Frühjahr 1924. Castiglioni musste in der Folge seine Kunstsammlung und das Inventar seiner Immobilien verkaufen um zahlungsfähig zu bleiben.
Die Allgemeine Depositenbank wurde 1924 zahlungsunfähig und eine parlamentarische Kommission untersuchte die Aktivitäten auch der ehemaligen Geschäftsleitung. Castiglioni zahlte im Rahmen eines Vergleichs 15 Milliarden Kronen an die Gläubiger der Bank.
In der Folge verlegte Camillo Castiglioni seine Aktivitäten zunächst nach Berlin und nach der Machtergreifung der Nationalsozialisten nach Italien, wo er Mussolini Kredite verschaffte. Nach dem Zweiten Weltkrieg war er auch für die jugoslawische Regierung tätig.

## Villa Castiglioni

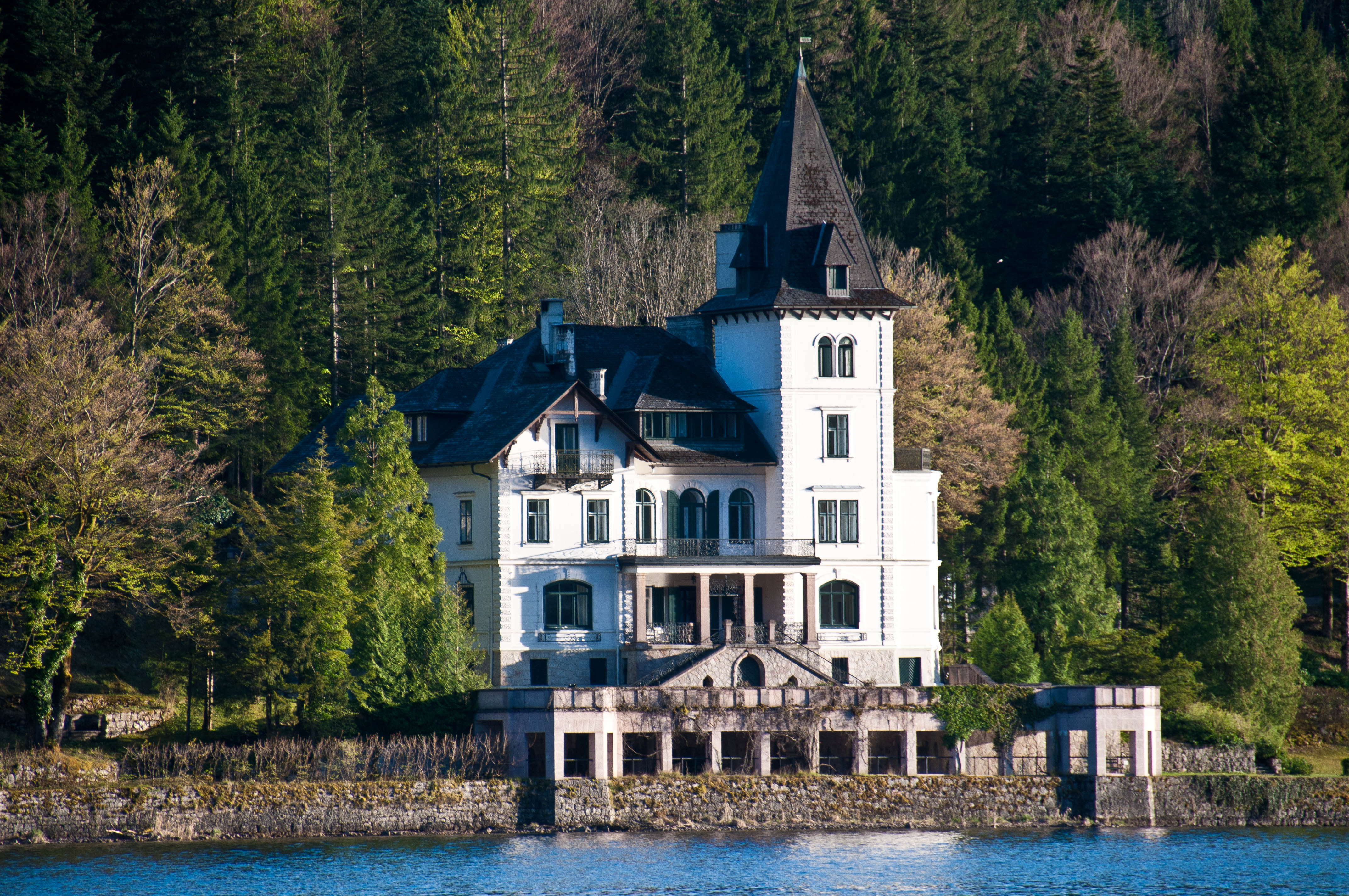
Die Villa Castiglioni in Grundlsee erinnert heute noch an Camillo Castiglioni

Zeitweise gehörte ihm auch eine Villa am Grundlsee, die noch heute den Namen "Villa Castiglioni" trägt. Nachdem er diese an seine Ehefrau übertragen hatte, wurde sie 1937 verkauft.
Während des Zweiten Weltkriegs waren Teile der Privatbibliothek Adolf Hitlers in der Villa untergebracht.

## Kunstsammler
Castiglioni trug eine umfangreiche Kunstsammlung in seinem Palais in Wien zusammen, die er 1925 und 1930 aus finanziellen Gründen verkaufen musste.

## Film
- Camillo Castiglioni oder die Moral der Haifische, Regie: Peter Patzak, Österreich 1988 (TV) – 88 Min.
- Der Millionensassa, Das schillernde Leben des Finanzjongleurs Camillo Castiglioni, ORF-Dokumentationsreihe "Menschen und Mächte", Regie: Georg Ransmayr, Österreich 2019 (TV ORF) – 50 Min.